# Gymnoscelis occidentalis
Gymnoscelis occidentalis là một loài bướm đêm trong họ Geometridae.